# Artolsheim
Artolsheim település Franciaországban, Bas-Rhin megyében. Lakosainak száma 1008 fő (2022. január 1.). Artolsheim Bœsenbiesen, Bootzheim, Hessenheim, Mackenheim, Richtolsheim, Schœnau, Schwobsheim, Weisweil és Wyhl am Kaiserstuhl községekkel határos.

## Népesség
A település népességének változása:
| Lakosok száma | 954  | 998  | 1005 | 996  | 995  | 992  | 989  | 992  | 1008 |
|               | 2013 | 2015 | 2016 | 2017 | 2018 | 2019 | 2020 | 2021 | 2022 |